# Thinglabu
Thinglabu – gaun wikas samiti we wschodniej części Nepalu w strefie Meći w dystrykcie Taplejung. Według nepalskiego spisu powszechnego z 2001 roku liczył on 526 gospodarstw domowych i 2806 mieszkańców (1480 kobiet i 1326 mężczyzn).